# Tongång
Tongång var ett svenskt skivbolag och förlag, aktivt 1984 till 2019. Det startades och drevs av musikvetaren och fotografen Per-Ulf Allmo och musikern och journalisten Jan Winter. År 1984 startade Förlaget AllWin hb och året därpå utkom boken Lirans hemligheter. Ytterligare en bok, Säckpipan i Norden, utkom innan den första cd:n gavs ut 1992, på etiketten Tongång. Från 2003 bytte förlaget namn till Förlaget Tongång. Musik på nyckelharpa har hela tiden varit en tyngdpunkt i utgivningen. Skivbolaget har främst ägnat sig åt post-production, det vill säga tagit redan färdiga (eller nästan färdiga) produktioner och gjort dem klara för utgivning. Minskad lönsamhet för cd gjorde att förlaget lades ned.

## Bokutgivning (Libris[2])
- Allmo, Per-Ulf; Winter Jan (1985). Lirans hemligheter: en studie i nordisk instrumenthistoria = [The hurdy-gurdy in the Nordic countries]. Musikmuseets skrifter, 0282-8952 ; 11. Stockholm: Musikmuseet. Libris 540622
- Allmo, Per-Ulf; Berg John E., Allmo Per-Ulf, Norrman Stig (1990). Säckpipan i Norden: från änglars musik till djävulens blåsbälg. Musikmuseets skrifter, 0282-8952 ; 18. Stockholm: Musikmuseet. Libris 7678561. ISBN 9179708463
- Allmo, Per-Ulf; Bergelt Styrbjörn (1995). Svarta jordens sång = [Song of the black earth]. Uppsala: AllWin. Libris 7450390. ISBN 916303106X
- Andersson, Axel; Johansson Leif (1996). Mina åttio år som spelman, 1916-1996. Stockholm: Allwin. Libris 8383979. ISBN 9197304301
- Yvert, Jean-Pierre; McChesney Bill (1996). Spela sälgflöjt: Playing the willow flute : 10 spelövningar : 25 melodier. Tullinge: AllWin. Libris 7798889. ISBN 919730431X
- Brolinson, Per-Erik; Larsen Holger (2007). -vid denna källa: Bellman och Stockholms universitet. [Tullinge]: [Tongång]. Libris 10355028. ISBN 9163301733
- Evers Karsten, red (2011) (på engelska). Nyckelharpa: report on the CADENCE partnership 2009-2011. Reichelsheim : Tullinge: Verlag der Speilleute : Tongång. Libris 12369114. ISBN 9783943060003
- Allmo, Per-Ulf (2016). Framlades then stora nycklegijga: en avhandling om den svenska nyckelharpans tillkomst. Nyckelharpans historia ; 1. Tullinge: Tongång. Libris 19540392. ISBN 9789198327304
- Winter, Jan (2018). Dieters bok: flykting hos familjen Bergman. Uppsala: Förlaget Tongång. Libris 22666796. ISBN 9789163301742

## CD-utgivning (SMDB[3])
- AWCD-1        1992 – Silverbasharpa anno 1992. Lena och Ingvar Jörpeland nyckelharpa
- AWCD-2        1993 – Puma. Peter ”Puma” Hedlund nyckelharpa, m fl
- AWCD-3        1994 – Å längtat haver jag. Eva Tjörnebo sång, mfl
- AWCD-4        1994 – Hogmarkarna. Esbjörn, Sture & Göran Hogmark, nyckelharpa & fiol
- AWCD-5        1995 – Litauisk traditionell musik. Etno Muzikos Ansamblis "Ūla"
- AWCD-6        1995 – Svarta jordens sång (bokbilaga). Styrbjörn Bergelt m fl
- AWCD-7        1995 – Hulling. Dan Sjöberg, Jens Engelbrecht, Ola Hertzberg, m fl
- AWCD-8        1995 – Välsmidet. Ahlbäck, Sahlström, Hogmark, Gille, Södergren, Jernberg, m fl
- AWCD-9        1996 – Uruppländskt. Nils Nordström, Christine Granfors nyckelharpa
- AWCD-10      1996 – L'agréable. Kersti Macklin nyckelharpa, Midgårdsensemblen
- AWCD-11      1996 – Magdeburgerspelman. Ingvar Fohlin & Alf Tjällskog, m fl
- AWCD-12      1996 – Havens värsta skräck. Rövarbandet
- AWCD-13      1997 – Spela sälgflöjt (bokbilaga). Jean-Pierre Yvert sälgflöjt
- AWCD-14      1997 – Lure. Valramn (Harald Pettersson m fl)
- AWCD-15      1997 – Niklas Roswall. Niklas Roswall, Markus Svensson, Jens Engelbrecht nyckelharpa
- AWCD-17      1997 – Änglar. Carina Normansson & Maria Jonsson fiol
- AWCD-18      1997 – I Stöten. Falu spelmanslag
- AWCD-20      1997 – Slaktar Loberg, Janne i Kärven... Lena & Ingvar Jörpeland nyckelharpa, Leif Sällqvist dragspel
- AWCD-21      1997 – Alder. Per O.G. Runberg, Violina Juliusdotter, Per D. Kaufeldt
- AWCD-22      1999 – Skikt. Johan Hedin, Harald Pettersson
- AWCD-23      1997 – På vårat vis. Hasse Gille & Kurt Södergren nyckelharpa
- AWCD-24      1998 – Ge rum vid roddartrappan. Bengt Nordfors sång, Mats Bergström, Niklas Roswall
- AWCD-25      1998 – Kontrabasharpa 1914. Per Sundin nyckelharpa
- AWCD-26      1998 – Bohlins barnbarn. Bohlins barnbarn, Curt Tallroth
- AWCD-27      1999 – Gubbskivan. Viksta-Lasse, Eric Sahlström, Curt Tallroth m fl. Återutg. av Emma LP 3
- AWCD-28      1998 – Och liksom vinden fri. Eva Tjörnebo & Viskompaniet
- AWCD-29      1998 – Puls. Stockholms spelmanslag
- AWCD-30      1999 – Jamtaleikan. Lasse Sörlin
- AWCD-31      1999 – Ö.R.A. Örjan Englund, Robert Larsson, Anders Mattsson
- AWCD-32      1999 – På hugget. Trollrike spelmän
- AWCD-33      1999 – Återfödd. Anders Sparf fiol
- AWCD-34      2000 – Zeke. Cecilia Österholm, Kerstin Andersson nyckelharpa
- AWCD-35      2001 – Drömsyn. Music Queens (Maria Hulthén m fl)
- AWCD-36      1999 – Låtar på nyckelharpa f Österbybruk. Vikman, Gille, Sahlström, Hellgren, Jernberg. Återutg. av YTF EFG 501 6124
- AWCD-37      1999 – Sång under segel. Trio Grande: Jörpeland, Nordlinder, Sällqvist sång
- AWCD-38      2000 – Utflykten. Karin Olsson & Hanna Tibell fiol
- AWCD-39      1999 – Klimakterietango. Ewa Lindahl, Birger Björnestedt
- AWCD-40      2001 – Bitar efter Lövstagubbarna. Björn & Katarina Björn nyckelharpa
- AWCD-41      2000 – Vart du än går. Rune Lindström-dikter. Maria Hulthén m fl
- AWCD-42      2000 – Ske ma dans ... Låtar från Föllinge. Mats Andersson & Ulf Andersson fiol
- AWCD-43      2003 – På Kvinnfolks vis. Kvinnfolk, Åland
- AWCD-44      2001 – Lästringe låtar. Lästringe låtar
- AWCD-45      2001 – Vinterljus. Britta Zetterström sång, m fl
- AWCD-46      2002 – Möten med mikrofon. Märta Ramsten som folkmusikinsamlare. Traditionella sångare och spelmän
- AWCD-47      2001 – Ljus och hopp, mässa i folkton. Maria Hulthén, Lars Hjertner, Kören Stämning m fl
- AWCD-48      2002 – Vägen. Peter ”Puma” Hedlund nyckelharpa
- AWCD-49      2003 – Tidlöst. Leif Alpsjö med vänner
- AWCD-50      2004 – Allmogespelmännen Bohlin. August Bohlin fiol & Janne Bohlin nyckelharpa
- AWCD-51      2003 – Klara stjärnor. Eva Tjörnebo & Viskompaniet
- AWCD-52      2003 – Munväder - Tre riksspelmän på munspel. Bo Gabrielsson, John-Erik Hammarberg, Gunnar Nordlinder
- AWCD-53      2006 – Slatta 2006. Daniel Fredriksson, Maria Jonsson, Daniel Pettersson, Thomas Andersson
- AWCD-54      2004 – Pärlor. Erika Lindgren & Cecilia Österholm
- AWCD-55      2004 – Min koffert. Monica Söderberg sång m fl
- AWCD-56      2005 – Den ljusa stjärnan. Herr Arnes penningar (Stefan Kayat m fl)
- AWCD-57      2006 – Efter Spelstina. Åsa Andersson m fl
- AWCD-58      2006 – Grejhojta. Skrömta (Frida Eriksson, Matti Norlin m fl)
- AWCD-59      2007 – Örhängen. Erika Lindgren & Cecilia Österholm
- AWCD-60      2007 – Korp. Karen Peterson, Gunnar Nordlinder m fl
- AWCD-61      2008 – Med pipan i säcken. Olle Gällmo säckpipa, m fl
- AWCD-62      2008 – Min utvalda vän. Eva Tjörnebo & Viskompaniet
- AWCD-63      2009 – Återvunnet. Ditte Andersson nyckelharpa
- AWCD-64      2009 – Live in Forlimpopoli 24.08.2008. Nyckelharpa Network Orchestra
- AWCD-65      2009 – Låtar på sörmländska. Ulf Lundgren fiol
- AWCD-66      2009 – Dagövals. Totte Hultmans trio (Åhbeck, Hultqvist, Norrman)
- AWCD-67      2010 – Oxögon. Daniel Pettersson nyckelharpa
- AWCD-68      2010 – Carpe harpam. Fürstenecker Nyckelharpa Consort
- AWCD-69      2011 – Swedish handicraft. Skrömta
- AWCD-70      2012 – Strömgubben. Mats Thiger fiol, m fl

- AWCD-71      2014 – Som dagg och honung. Eva Tjörnebo & Viskompaniet